# Spirobolus godmani
Spirobolus godmani är en mångfotingart som beskrevs av Pocock 1908. Spirobolus godmani ingår i släktet Spirobolus och familjen Spirobolidae. Inga underarter finns listade i Catalogue of Life.